# Ялшовик
Ялшовик (словац. Jalšovík, угор. Bozókalsók) — село, громада в окрузі Крупіна, Банськобистрицький край, центральна Словаччина. Кадастрова площа громади — 5,96 км². Населення — 185 осіб (за оцінкою на 31 грудня 2017 р.). Протікає річка Ялшовік.
Перша згадка 1542 року.

## Населення
| Рік:            | 1994. | 2004.   | 2014.   | 2024.   |
| --------------- | ----- | ------- | ------- | ------- |
| Кількість осіб: | 216   | 201     | 193     | 175     |
| Різниця:        |       | -6,94 % | -3,98 % | -9,32 % |

| Рік:            | 2023. | 2024.   |
| --------------- | ----- | ------- |
| Кількість осіб: | 176   | 175     |
| Різниця:        |       | -0,56 % |